# Phyllopsora conwayensis
Phyllopsora conwayensis är en lavart som beskrevs av Elix. Phyllopsora conwayensis ingår i släktet Phyllopsora och familjen Ramalinaceae.   Inga underarter finns listade i Catalogue of Life.